# Force de défense des nationalités karenni

Drapeau de la force de défense des nationalités karenni.

La force de défense des nationalités karenni (birman : ကရင်နီအမျိုးသားများကာကွယ်ရေးတပ်ဖွဲ့ ; abrégé en KNDF) est un groupe insurgé armé de Birmanie formé en réponse au coup d'État de 2021 en Birmanie. La KNDF comprend également d'autres organisations, comme le Parti progressiste national Karenni, qu'un responsable considère comme ayant "de bonnes relations entre les EAO et le public". La KNDF s'engage dans des combats avec la junte, principalement avec la 66e division d'infanterie légère.
Le 6 juin 2023, la KNDF publie un rapport sur le deuxième anniversaire de sa fondation. Ils déclarent avoir mis en place 22 bataillons et six stratégies militaires. Ils affirment également que la junte contrôle désormais uniquement Loikaw et d'autres quartiers urbains, et que la plupart des zones de l'État sont sous le contrôle des groupes de résistance.

## Objectifs
Dans une interview, le porte-parole de la KNDF déclare aux médias que la KNDF est une fusion de toutes les forces de jeunesse dispersées de l'État Karenni pour combattre plus efficacement la junte. Il est également signalé qu'ils manquent d'armes et de munitions.
L'objectif est le même que celui des autres groupes de résistance en Birmanie qui est de renverser la junte militaire. Il s'agit également d'assurer l'unité du peuple dans l'État Karenni, d'encourager la collaboration et d'accorder une attention particulière à la position du Parti progressiste national Karenni.

## Politique
La KNDF, fondée aux côtés des forces de défense du peuple (PDF) régionaux et d'autres milices, suit la politique de défense du gouvernement d'unité nationale (NUG) et du comité représentant l'Assemblée de l'Union, selon le porte-parole de la KNDF.
Le ministère de la Défense du NUG publie une politique de défense en sept points dans le but de garantir que l'industrie de la défense soit contrôlée démocratiquement et fonctionne selon un système fédéral.
La politique englobe le leadership, la formulation et l'exécution de la politique de défense, les freins et contrepoids législatifs et judiciaires sur le secteur militaire, l'administration de la défense, l'application des lois et de l'éthique internationalement reconnues, la désignation des titres et des fonctions, la gestion financière et le partage des ressources.
Selon le porte-parole de la KNDF, la KNDF, qui est  fondée conformément aux plans de défense du NUG, compte trois PDF basés dans l'État Karenni, deux PDF basés dans l'État Shan et plusieurs EAO.

## Conflits
La KNDF est impliquée dans la guerre civile en Birmanie depuis mai 2021. En 2022, elle participe à 341 affrontements avec le régime, tuant 797 soldats de la junte et subissant 65 pertes.